# Château de Birtrange
Le château de Birtrange est un château à Birtrange, à Schieren, au Luxembourg. Il est situé sur la rive gauche de la rivière Alzette. 
Le 19 janvier 2018, il a été ajouté en tant que monument national à la liste des monuments classés du Luxembourg par arrêté du Conseil de gouvernement,. 

## Histoire
Datant du XIIIe siècle, les parties les plus anciennes du château ont été construites par Gaspard-Florent de Breiderbach,.  
Le château dans sa forme actuelle a été construit vers 1775.  
À partir de 1813, il appartient à la famille de Blochausen et a en particulier été la possession du baron Félix de Blochausen, ancien Premier ministre du Luxembourg,,.  
L'ancien accès au château part de Schieren, passe par une allée de hêtres rouges et par un pont sur l'Alzette. Ce dernier est construit en grès rouge en 1844, mais est ensuite détruit pendant la Seconde Guerre mondiale et n'a jamais été reconstruit.
Depuis 1935, il appartient à la famille de l'ancien Premier ministre belge Charles de Broqueville. Il est ensuite occupé par l'armée américaine pendant la Seconde Guerre mondiale.

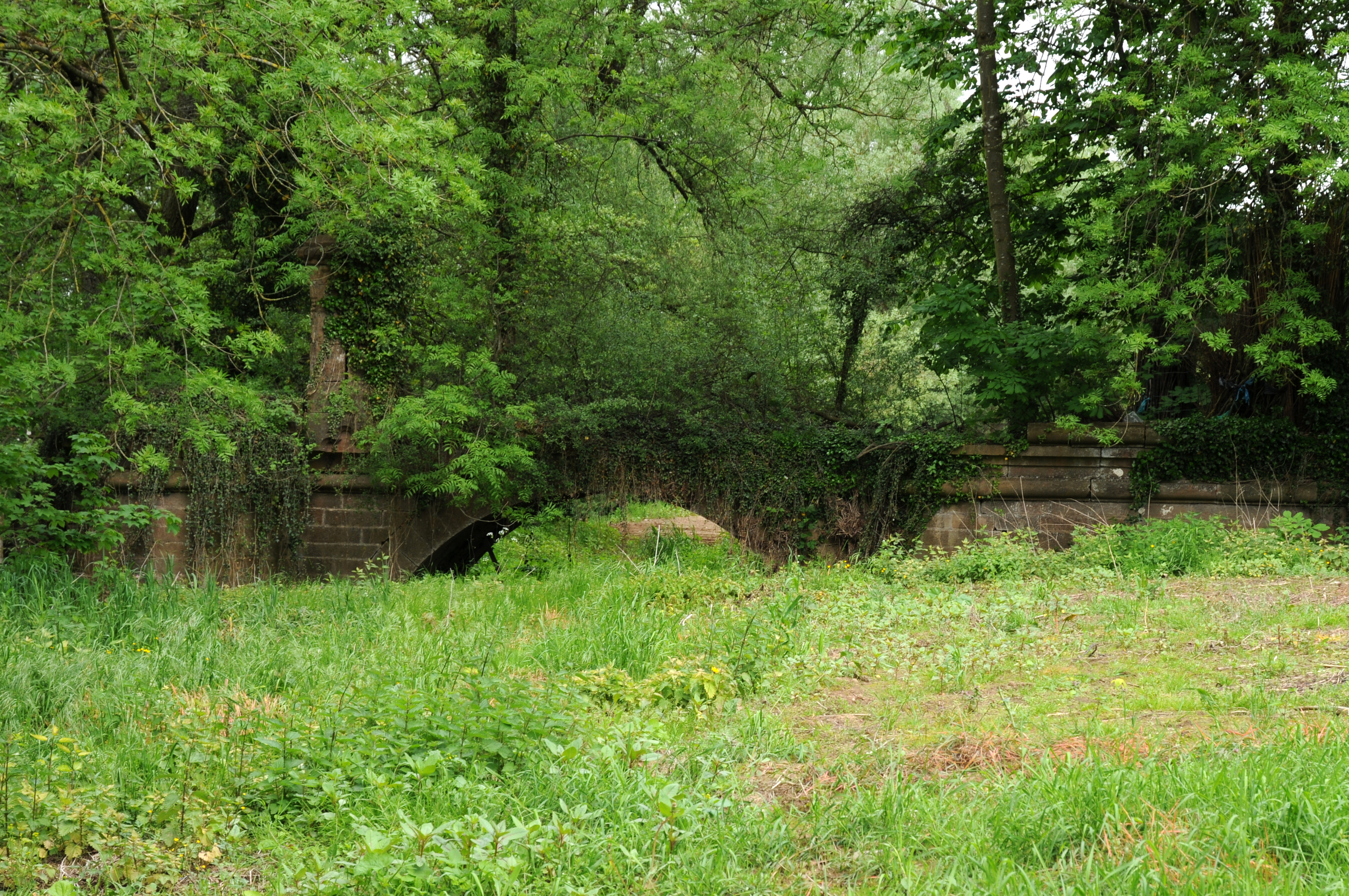
Le pont en grès près du château.

À partir de 2002, le château n'a plus aucun occupant et à la suite du décès de la baronne Claudine de Broqueville en janvier 2018, la Croix Rouge est devenue le nouveau propriétaire du château à la suite d'un don,. Cependant, la Croix Rouge souhaite rapidement le revendre car elle ne parvient pas à en faire usage du fait de son mauvais état,. Le Premier ministre du Luxembourg annonce également ne pas vouloir le racheter,.  
La direction de la Croix Rouge donne son accord pour l'organisation d'un festival de musique en août 2019,. Cet événement amène des critiques, le bâtiment étant considéré comme trop vétuste pour accueillir autant de personnes. 
En janvier 2021, la Croix-Rouge décide de mettre en vente le château sur son site Internet avec une mise à prix minimale de 5,2 millions d'euros. Deux tiers du montant de la vente reviendront à la Croix-Rouge et un tiers reviendra aux héritiers de la baronne Claudine de Broqueville,. En mars, l'État luxembourgeois déclare ne pas souhaiter se porter acquéreur du château.
En mars 2021, un communiqué de presse émanant des conseilleurs communaux d'Erpeldange-sur-Sûre s'interroge sur la manière dont le syndicat de la Nordstad va trouver l'argent nécessaire au rachat du château de Birtrange. En effet, il semblerait qu'à l'initiative de la commune d'Erpeldange, le syndicat se propose de racheter le château. Pour autant, l'information gardée secrète révèle qu'aucune concertation entre les communes n'a eu lieu et qu'aucun plan financier n'a été réalisé. Finalement, le syndicat intercommunal Nordstad ne remporte pas les enchères. Le nouveau propriétaire est un investisseur privé d'origine luxembourgeoise.